# Niño de la espina

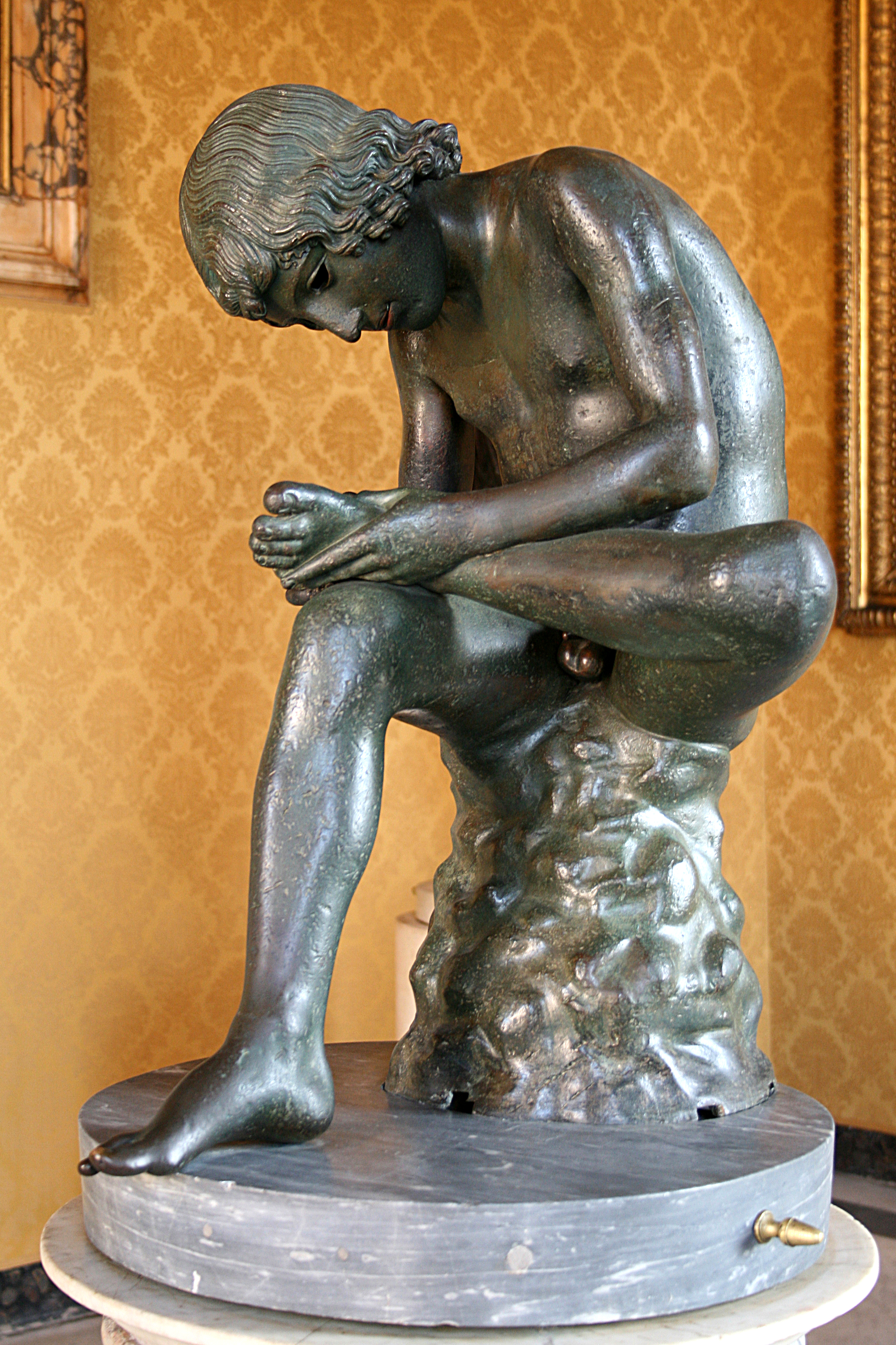
Spinario capitolino.

El Niño de la espina, Spinario o Fedele es una estatua de bronce helenística, datada alrededor del siglo I a. C., que se exhibe en los Museos Capitolinos de Roma. Representa a un muchacho sentado mientras se quita una espina de la planta del pie izquierdo. 
Existen varias versiones posteriores del mismo tema: una estatua de mármol romana que forma parte de la colección Uffizi de Florencia, que fue copiada por Brunelleschi para incluir la figura en su célebre Sacrificio de Isaac para el concurso de la puerta norte del baptistero de Florencia de 1401; otra copia de mármol que se encuentra en el Louvre, y otra de bronce en el museo Pushkin de Moscú. 

## Historia
La estatua está documentada en Roma desde el siglo XII y fue donada a la ciudad por Sixto IV en 1471, permaneciendo en el palacio de Letrán. A lo largo del Renacimiento fue una de las estatuas antiguas más admiradas y copiadas. En esa época probablemente nació la leyenda del pastorcillo romano Cneo Marcio, encargado de entregar un importante mensaje para el Senado que corrió un largo trayecto ignorando la espina de su pie hasta que no cumplió su misión. En 1798, Napoleón se apoderó de la estatua y la envió a su museo en París (actualmente el museo del Louvre), donde permaneció hasta 1815.
En la actualidad se cree que el niño de la espina capitolino se creó a partir de dos estatuas que se ensamblaron en el siglo I, un cuerpo helenístico y una cabeza posterior, ya que el pelo en lugar de caer sobre el cuello permanece en la posición que correspondería a una estatua que estuviera de pie. Las demás estatuas se creen derivadas de esta primera.